# Pro musica antiqua
pro musica antiqua war ein von 1960 bis 2001 durchgeführten „Alte-Musik-Festival“ der ARD-Sendeanstalt Radio Bremen.

## Geschichte
Hans Otte (1926–2007) begründete das Festival 1960, nachdem er 1959, damals erst 32-jährig, Hauptabteilungsleiter Musik bei Radio Bremen geworden war. Das Festival verdankt seinen Namen dem Brüsseler Ensemble Pro Musica Antiqua des Dirigenten Safford Cape, das schon seit den 1930er Jahren mit historischer Aufführungspraxis experimentierte und diese zum Beispiel für die Archiv Produktion der Deutschen Grammophon Gesellschaft dokumentierte. 1961, im zweiten Jahr, kam als Pendant das ebenfalls von Radio Bremen veranstaltete Festival pro musica nova hinzu, das sich – wie der Name schon andeutet – der zeitgenössischen Musik widmete. Ab 1962 wurden die beiden Festivals im jährlichen Wechsel als Biennalen durchgeführt, und zwar so, dass pro musica antiqua in den ungeraden Jahren stattfand und pro musica nova in den geraden.
Hans Otte leitete pro musica antiqua fast ein Vierteljahrhundert lang, bis 1983. Das letzte Festival pro musica antiqua war 2001. Danach wurde die Reihe eingestellt.